# Audencourt
Audencourt is een plaats in het Franse departement Nord, gelegen in de gemeente Caudry. Het is een klein dorpje, net ten oosten van het stadscentrum van Caudry.

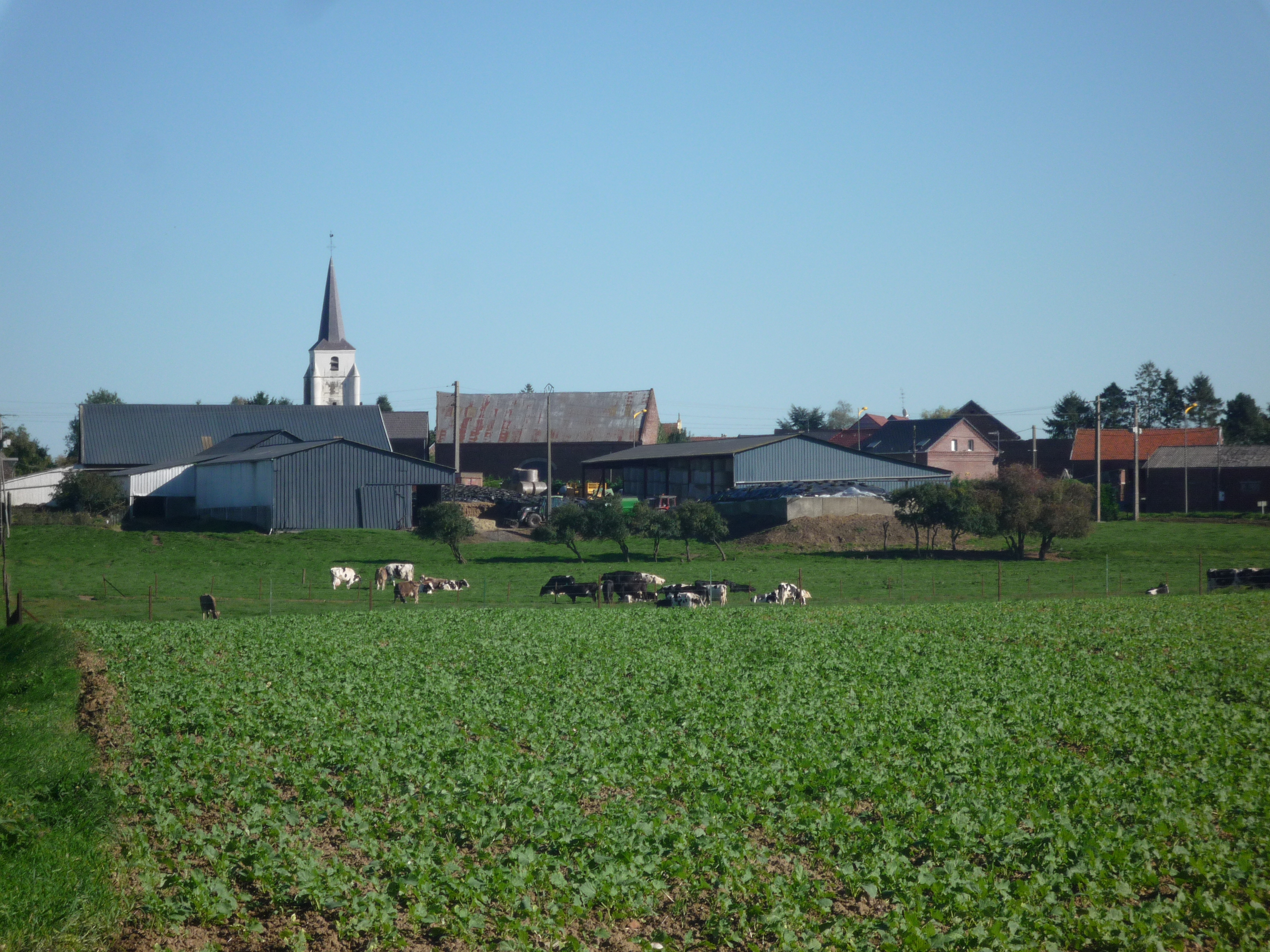
Zicht op Audencourt

## Geschiedenis

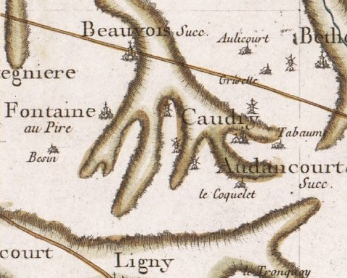
Caudry en Audencourt, 1758

In de middeleeuwen was Audencourt een van de twaalf pairschappen (pairies) van de Cambrésis.
Bij de creatie van de gemeenten na de Franse Revolutie werd Audencourt een gemeente. In 1964 werd de gemeente aangehecht bij Caudry. Het dorpje Audencourt telde op dat moment nog geen 200 inwoners; Caudry telde er meer dan 13.000.

## Bezienswaardigheden

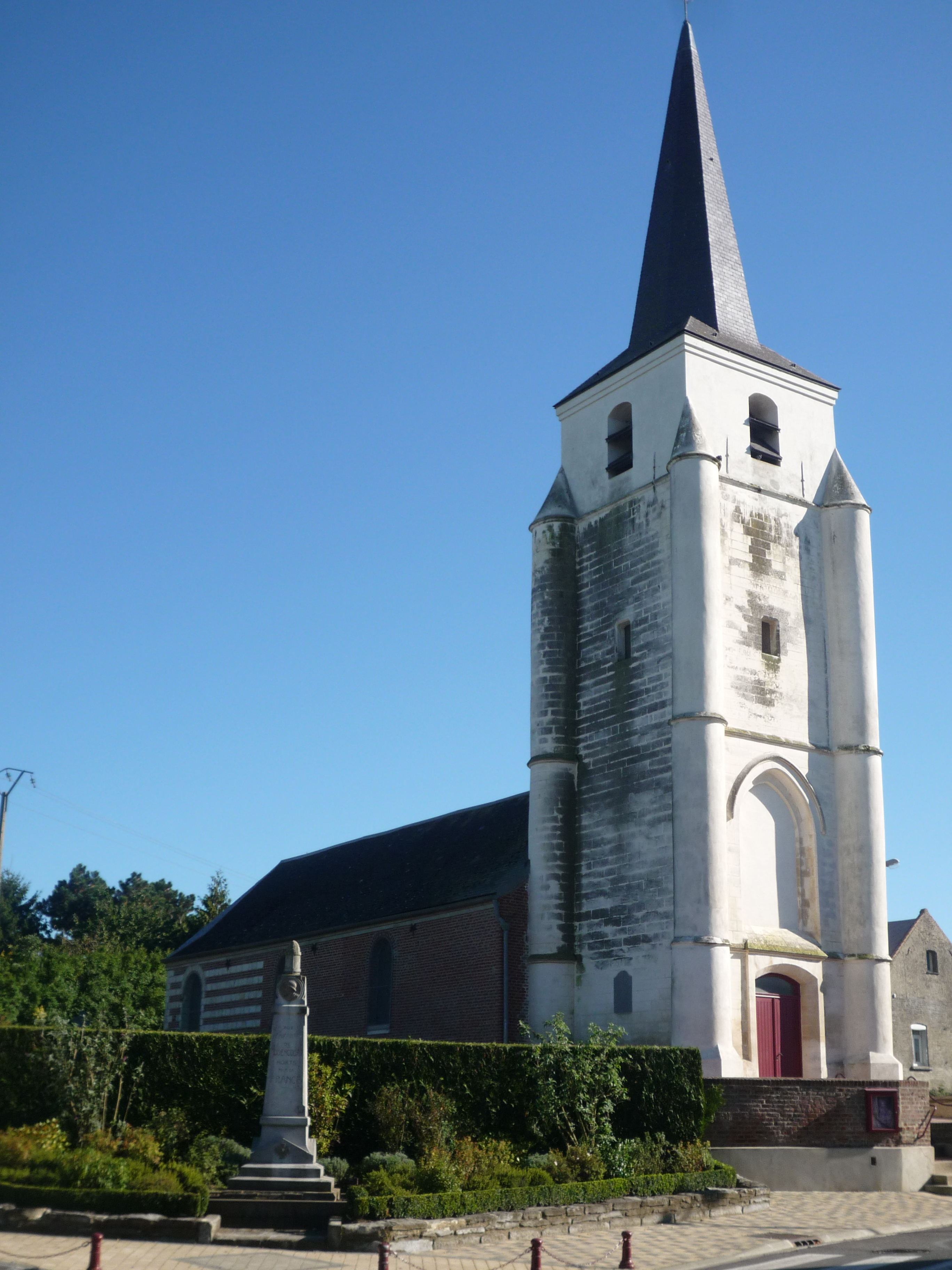
Église Saint-Barthélémy

De Église Saint-Barthélémy.